# Helena Kubica
Helena Kubica (ur. 1954) – polska historyk.
Ukończyła historię na Uniwersytecie Jagiellońskim, następnie w latach 1977-2018 pracowała w Dziale Naukowym (dziś: Centrum Badań) Państwowego Muzeum Auschwitz-Birkenau w Oświęcimiu. Badaczka losów dzieci osadzonych w Auschwitz-Birkenau, ale także eksperymentów pseudomedycznych Josefa Mengele, oraz wysiedleń polskiej ludności z Zamojszczyzny i powstańczej Warszawy. Autorka wystaw i lekcji internetowych.

## Najważniejsze publikacje
- Nie wolno o nich zapomnieć, Najmłodsze ofiary KL Auschwitz”, Oświęcim 2002, ISBN 83-88526-30-8.
- Zagłada w KL Auschwitz Polaków wysiedlonych z Zamojszczyzny w latach 1942-1943. Oświęcim 2004, ISBN 83-88526-57-X.
- Odebrane dzieciństwo. Dzieci wyzwolone w Auschwitz, Oświęcim 2020 ISBN 978-83-7704-342-4.
- Kobiety ciężarne i dzieci urodzone w KL Auschwitz, Głosy Pamięci t. 5, Oświęcim 2010, ISBN 987-83-60210-94-9.
- Z powstańczej Warszawy do KL Auschwitz, Głosy Pamięci t. 10, Oświęcim 2014, ISBN 978-83-7704-083-6

## Nagrody i odznaczenia
- Złoty Krzyż Zasługi (204)
- Srebrny Medal „Opiekun Miejsc Pamięci Narodowej” (2007)
- Brązowy Medal „Zasłużony Kulturze Gloria Artis” (2012)
- Srebrny Medal „Zasłużony Kulturze Gloria Artis” (2020)